# Charlotte Massardier
Charlotte Massardier, née le 12 octobre 1975 à Saint-Étienne, est une nageuse synchronisée française.

## Biographie
Charlotte Massardier remporte la médaille d'argent par équipe  aux Championnats d'Europe de natation 1993, aux Championnats d'Europe de natation 1995, aux Championnats d'Europe de natation 1997 et aux Championnats d'Europe de natation 1999 ainsi que la médaille de bronze par équipe aux Championnats d'Europe de natation 2000. Elle fait aussi partie de la sélection française de natation synchronisée aux Jeux olympiques d'été de 1996 et aux Jeux olympiques d'été de 2000.